# NGC 227
NGC 227 ist eine linsenförmige Galaxie vom Hubble-Typ S0- im Sternbild Walfisch südlich des Himmelsäquators. Sie ist schätzungsweise 243 Millionen Lichtjahre von der Milchstraße entfernt und hat einen Durchmesser von etwa 105.000 Lj.

Im selben Himmelsareal befindet sich u. a. die Galaxie NGC 245.
Das Objekt wurde am 1. Oktober 1785 von dem deutsch-britischen Astronomen Wilhelm Herschel entdeckt.